# Jarosziwka (obwód sumski)
Jarosziwka (ukr. Ярошівка) – wieś na Ukrainie, w obwodzie sumskim, w rejonie romeńskim, w hromadzie Andrijasziwka. W 2001 liczyła 595 mieszkańców, spośród których 578 wskazało jako ojczysty język ukraiński, 14 rosyjski, 2 mołdawski, a 1 węgierski.